# Bedonia
Bedonia é uma comuna italiana da região da Emília-Romanha, província de Parma, com cerca de 3.810 habitantes. Estende-se por uma área de 167 km², tendo uma densidade populacional de 23 hab/km². Faz fronteira com Bardi, Compiano, Ferriere (PC), Santo Stefano d'Aveto (GE), Tornolo.

## Demografia
| Variação demográfica do município entre 1861 e 2011                               |
|                                                                                   |
| Fonte: Istituto Nazionale di Statistica (ISTAT) - Elaboração gráfica da Wikipedia |